# Mohammed al-Harraq al-Alami
Pour les articles homonymes, voir Alami.
Sidi Abou Abdallah Mohammed ben Mohammed ben AbdelWahed al-Alami al-Moussaoui al-Harraq, né en 1772 à Chefchaouen (Maroc) et décédé le 25 août 1845 à Tétouan, est un des plus célèbres soufis, poètes et professeurs marocains.
Il a été enterré dans sa zaouia près de Bab al-maqabir[Où ?]. Il a été l'élève de Muhammad al-Arabi al-Darqaoui, qu'il a rencontré en 1814. Il est l'auteur trois diwans.